# Premier (bedrijf)

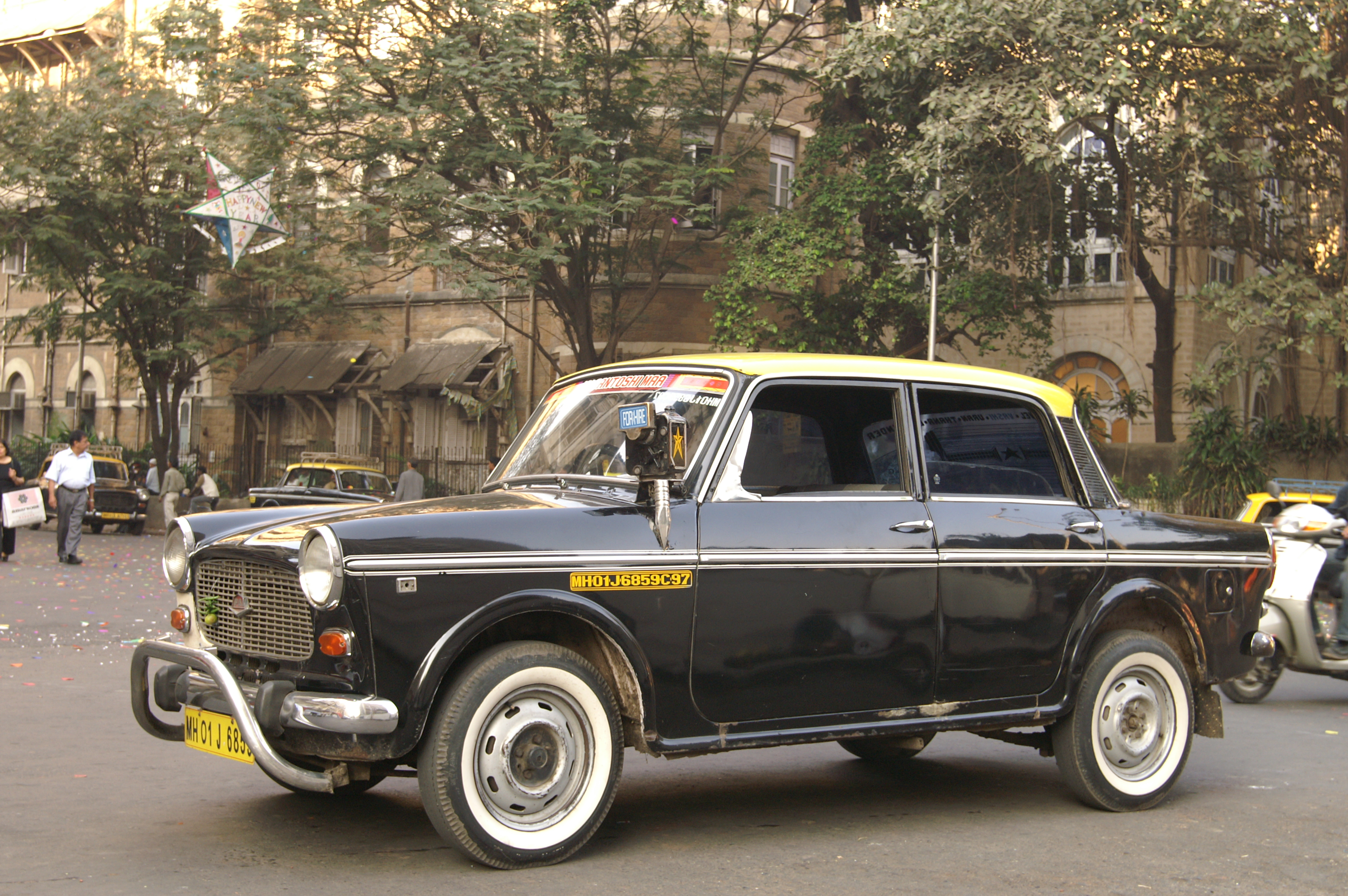
Premier Padmini taxi in Bombay

Premier was een autofabrikant uit Bombay in India waar motorvoertuigen werden vervaardigd volgens buitenlandse licenties. Het bedrijf bloeide op in de zogenaamde "vergunningsrijke" periode van 1950 tot het begin van de jaren negentig, toen India werd afgesloten door importheffingen en belemmeringen op buitenlandse investeringen.

## Geschiedenis

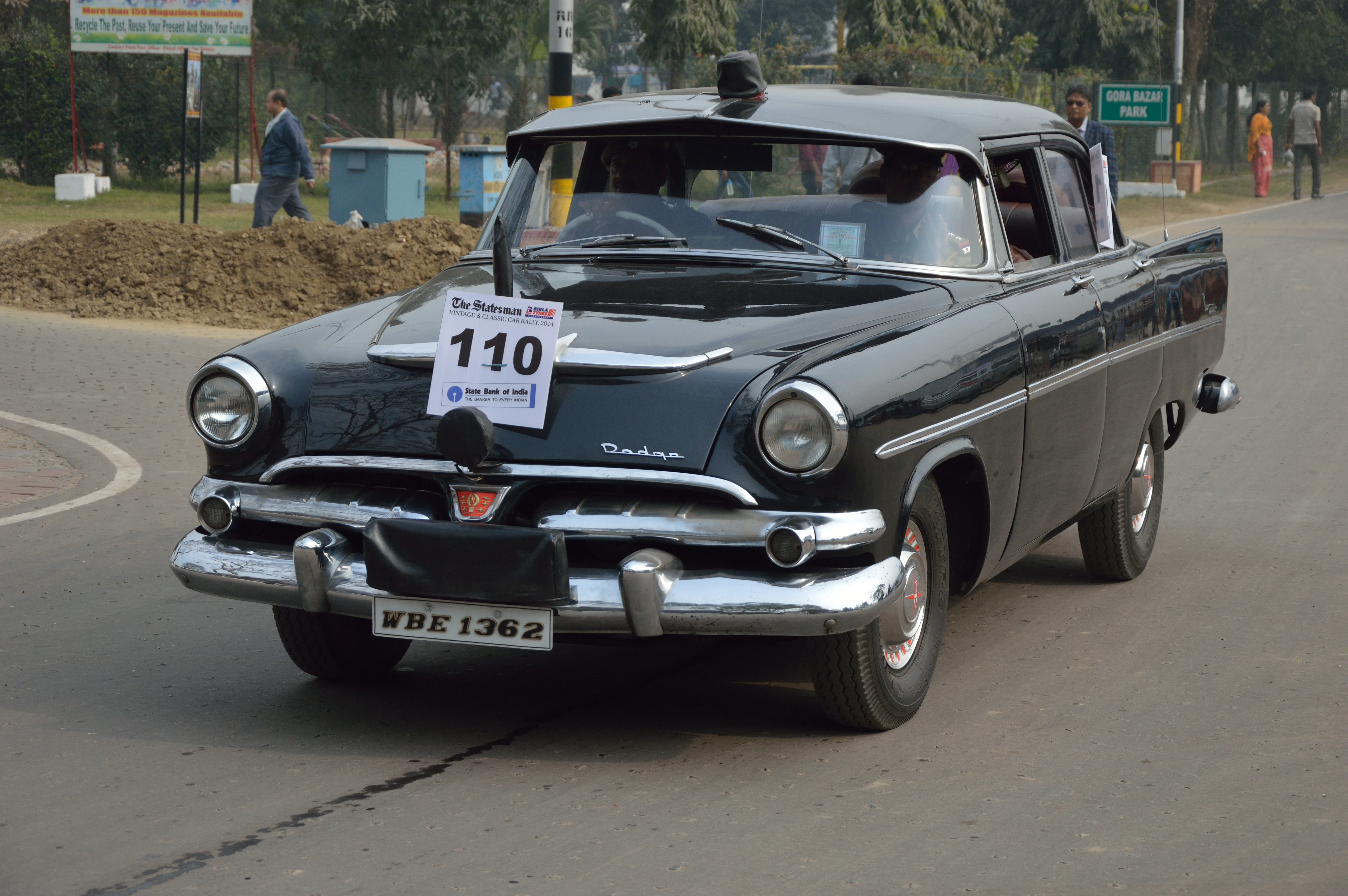
Dodge Kingsway in Calcutta

Premier Automobiles Ltd. werd opgericht in 1944 en startte in 1949 met de assemblage van personen- en vrachtauto's van de Chrysler Corporation (een Plymouth en een Dodge-truck) onder de merknamen Dodge, Plymouth, Fargo en DeSoto. In de tien jaar dat het bedrijf vrachtwagens bouwde heeft het maar één type vrachtwagen op de markt gebracht: een bakwagen met 7 ton laadvermogen. Voor deze vrachtwagens werd een motor gebruikt van Chrysler (de moederfirma van Dodge).

### Samenwerking met FIAT

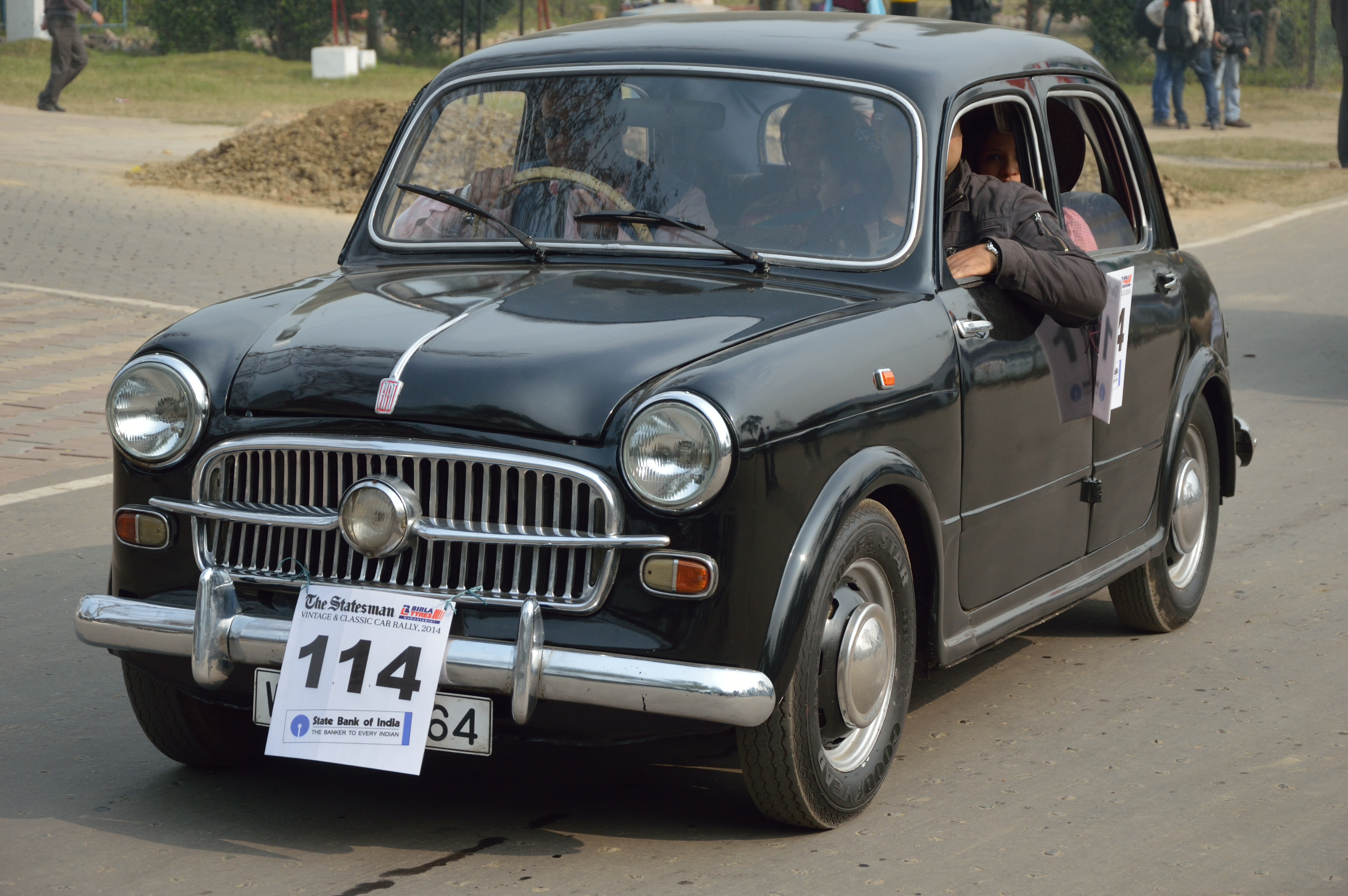
Fiat 1100 in Calcutta

Vanaf 1951 produceerde Premier het FIAT-model 1100 (Millecento) in licentie voor de Indiase markt.
De Fiat Millecento verscheen in 1953 en werd tot 1969 in verschillende modelvarianten gebouwd. Deze auto, die een zeer moderne vormgeving had bij zijn presentatie, had een 1089 cc viercilinder motor die 32 pk leverde.

### Premier Ltd. onafhankelijk

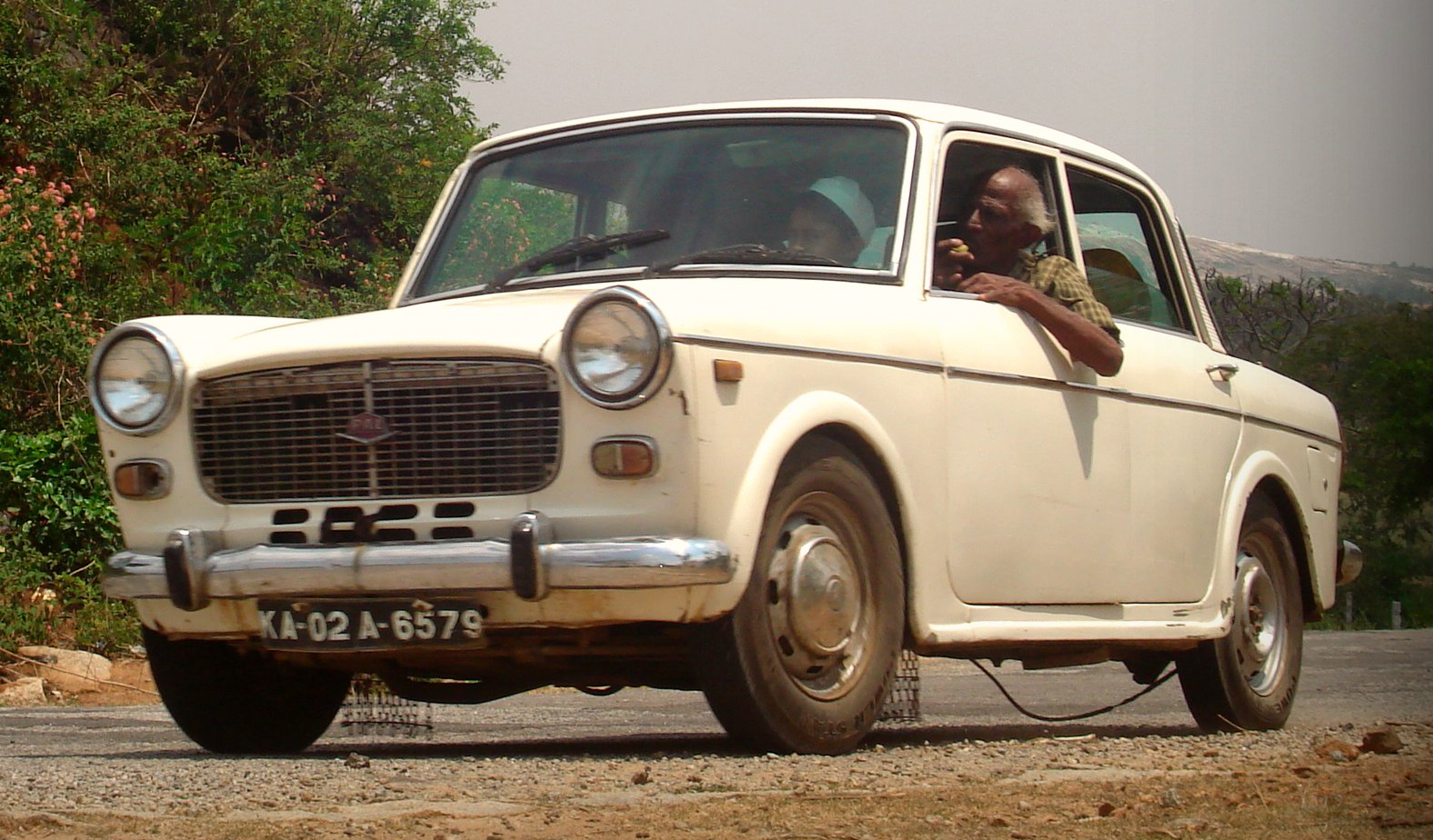
Premier Padmini

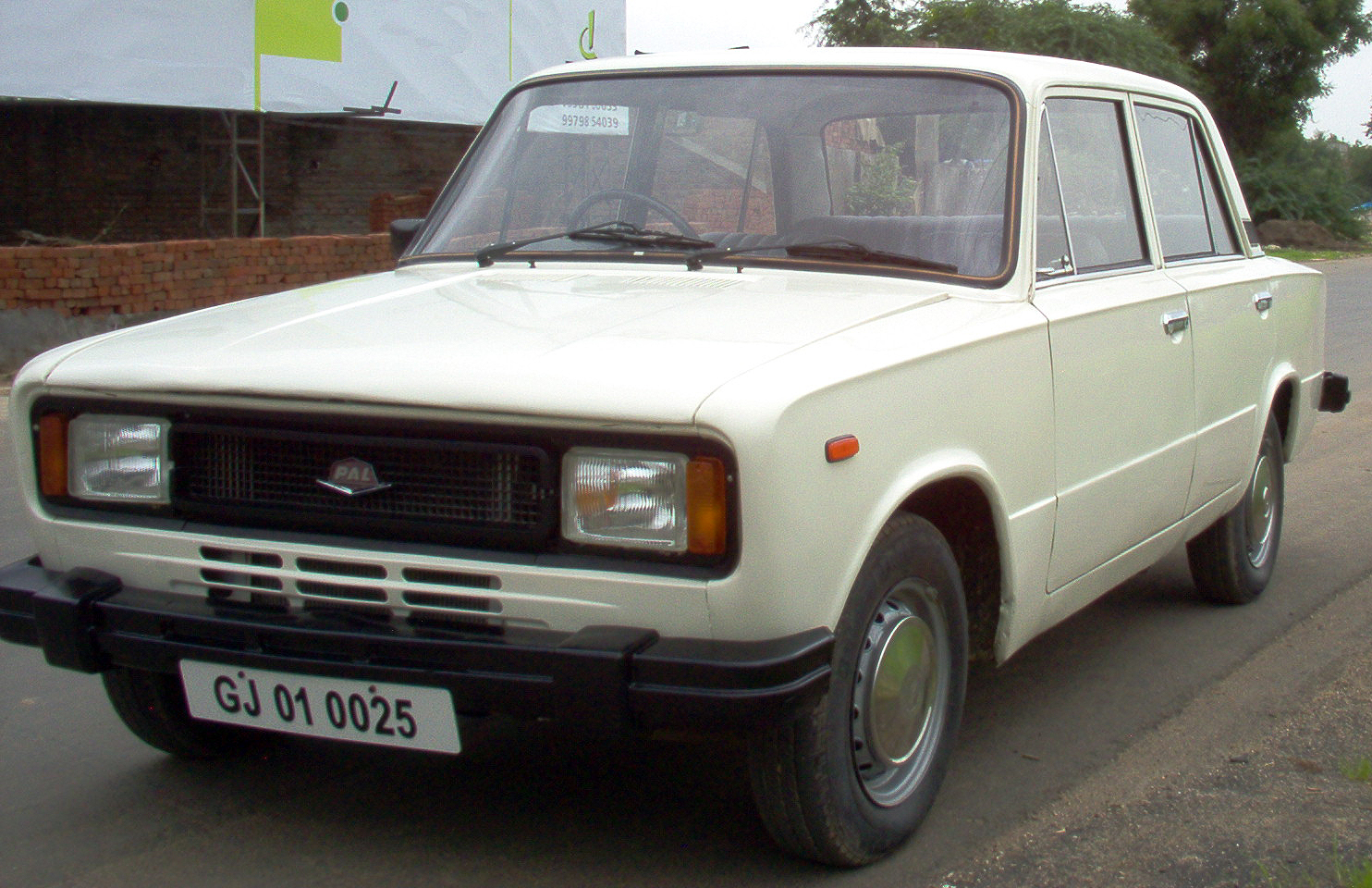
Premier 118 NE

Op 30 juni 1970 verviel de licentieovereenkomst met Fiat. Premier onderhandelde over de aankoop van een van de productielijnen van de Fiat 1100 D, waarvan de eerste versie in het begin van de jaren zestig in Europa werd vervaardigd, en hernoemde de auto tot Premier Padmini. Hij was in alle opzichten identiek aan het originele Italiaanse model en de productie ging door tot 2000.
De Premier 100 Delight was gelijk aan de vier meter lange vierdeurs Fiat 1100 D en had een 40 pk 1200 cc motor. Ook aangeboden werd het zogenaamde drive-away-chassis. Bij deze versie ontbrak de carrosserie na de B-stijl, zodat combi-, ambulance- en pick-up-opbouwen mogelijk waren. Van de Padmini zouden gedurende de productie in India meer dan een miljoen exemplaren gebouwd worden in 45 jaar.
In 1980 onderhandelde Premier met Fiat over de overname van de productielijn van de Seat 124 D, een Spaanse versie van de beroemde Fiat 124 waarvan de productie was gestopt. Vanaf 1985 ging zodoende de Premier 118 NE in productie die zijn naam ontleende aan de 1180 cc-motor met 52 pk die werd geleend van de Nissan Cherry. De carrosserie en de rest van de techniek kwamen van de aangepaste Fiat 124 uit de jaren 60, die in India tot de import van moderne auto's in de jaren negentig werd beschouwd als een luxe auto.
Naast de118 NE bleef de oude Padmini leverbaar en bij deze gelegenheid kreeg Premier hulp van Fiat om de productie te verhogen van 18.000 naar 28.600 auto's per jaar. In India lag de gemiddelde wachttijd om een nieuwe auto te krijgen op dat moment ruim boven een jaar. In 1985 verleende de Indiase overheid Premier administratieve toestemming om de productie verder te verhogen tot 50.000 auto's per jaar.
In 1986 introduceerde Premier een dieselversie van de 118NE, de 138D, uitgerust met een Italiaanse FNM-dieselmotor. Na het succes met deze motor besloot Premier om de Padmini te moderniseren en presenteerde in 1993 een herziene interieurafwerking en een dieselversie. De productie van dit model eindigde in 2000, toen Fiat de Indiase autofabrikant kocht en Fiat India Ltd. oprichtte.

### Poging van Peugeot

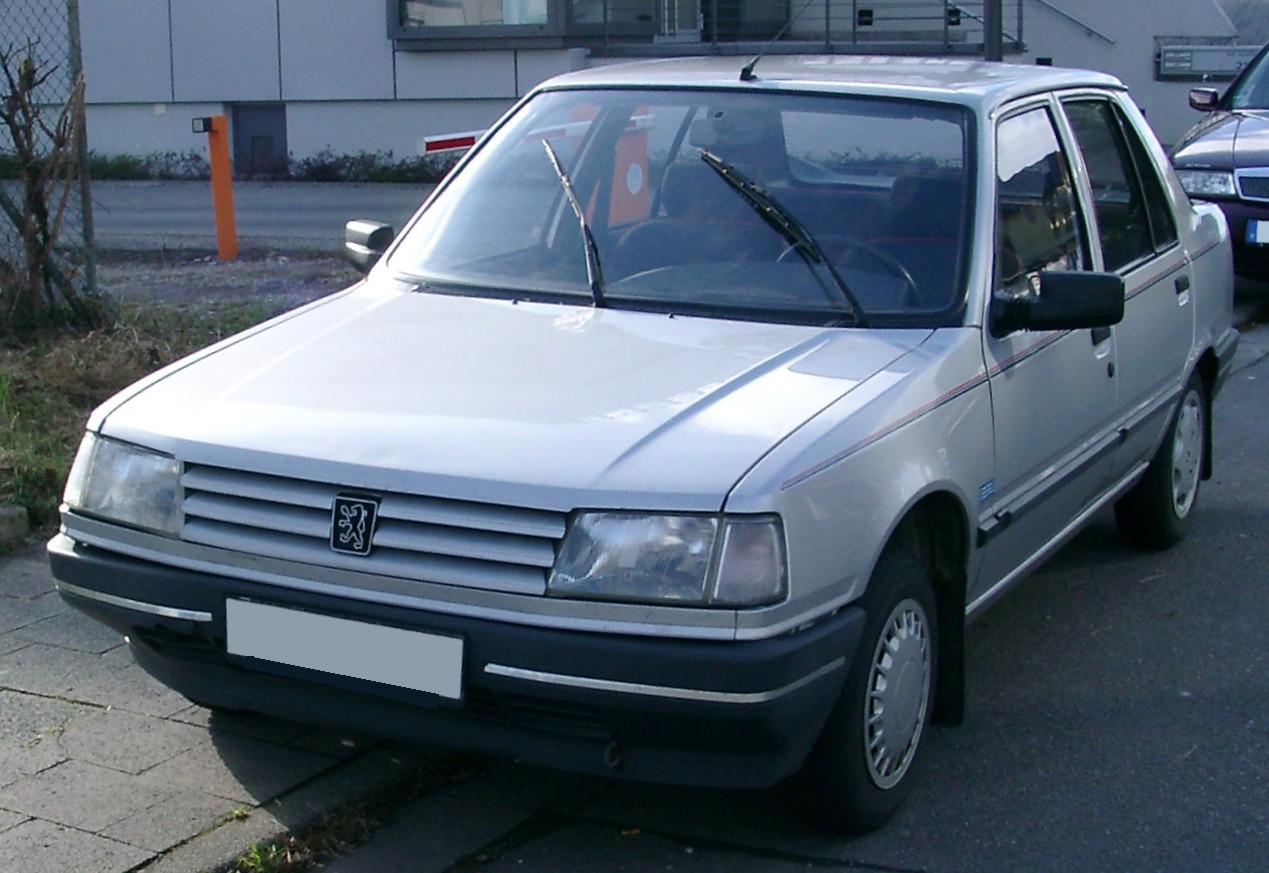
Peugeot 309

Na de liberalisering van de Indiase markt in de jaren negentig ondertekende Peugeot, dat zich op de Indiase markt wilde vestigen, in 1993 een samenwerkingsovereenkomst met Premier om lokaal de PAL-Peugeot JV te laten assembleren, de Peugeot 309. Aanvankelijk was de vraag hoog. Personeelsproblemen en de slechte dienstverlening door de dealers leidden echter tot de terugtrekking van de Fransen in 2000 na een productie van slechts een paar honderd voertuigen.
Zeer snel op de hoogte gebracht door het falen van de samenwerking met Peugeot sloot Fiat Auto S.p.A. een nieuwe technische samenwerkingsovereenkomst met het management van Premier om de Fiat Uno lokaal in de Kurla-fabriek te assembleren. De eerste Fiat Uno werd geproduceerd op 5 januari 1996.

### Terugkeer van FIAT

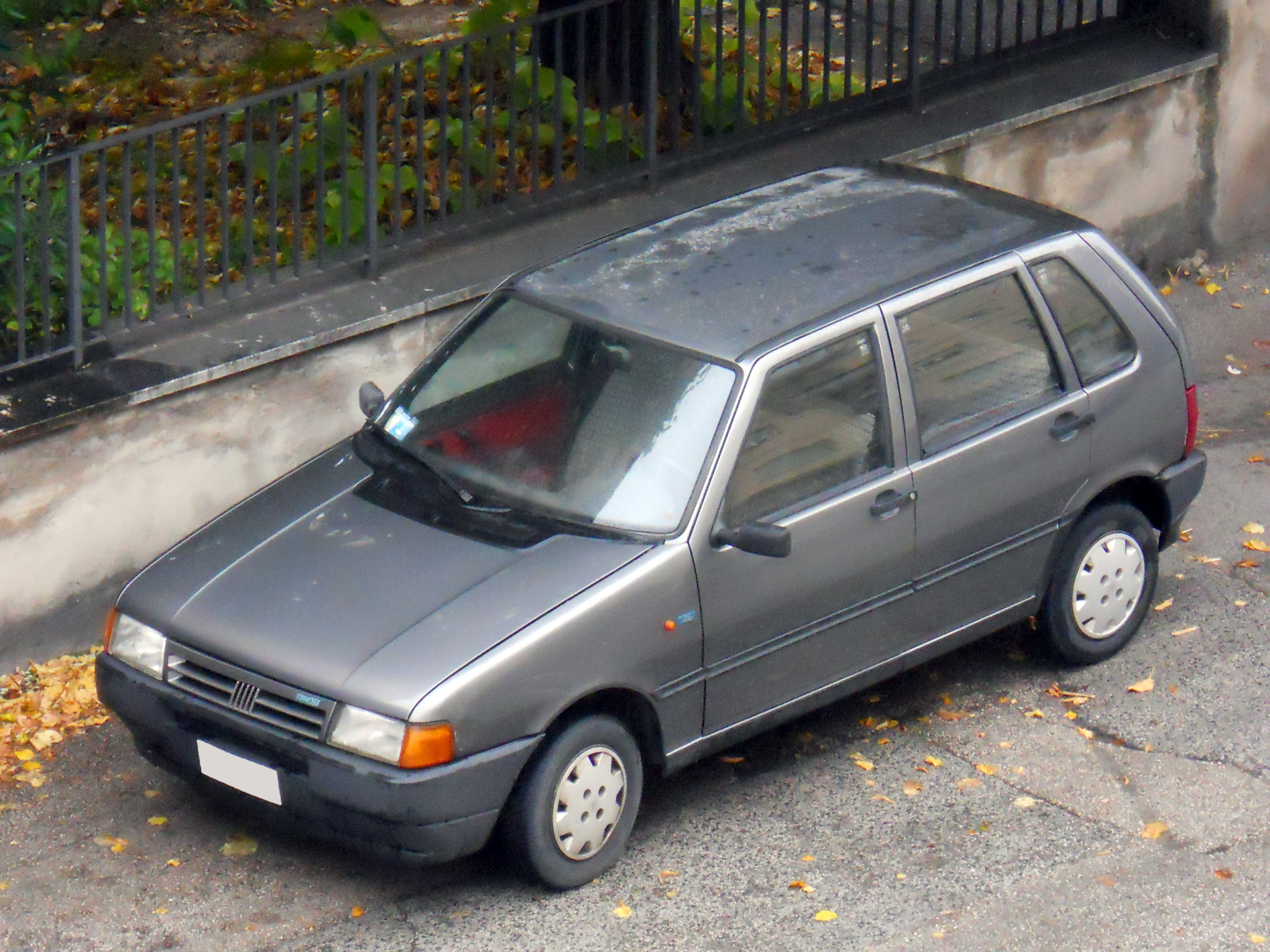
Fiat Uno

In 1996 opende India haar markt voor buitenlandse investeerders, waardoor Fiat Auto S.p.A. kon terugkeren en op 29 september 1997 een joint venture oprichtte met Premier Ltd., genaamd Ind Auto Ltd. waarvan Fiat 51% van het kapitaal in handen had. In 2000 zou Fiat alle aandelen kopen en vormde daarmee Fiat India Ltd..
Fiat India produceerde eerst de beroemde Fiat Uno en vervolgens snel het hele Fiat Palio-gamma en de afgeleide Fiat Siena, omgedoopt tot Petra en de Palio WE.
In 2006 tekende Fiat India Ltd. een industriële overeenkomst met Tata, de grootste Indiase fabrikant. Vanaf 2007 konden de vruchten van deze samenwerking geplukt worden met de ingebruikname van een gloednieuwe Fiat-fabriek voor de nieuwe Fiat Palio 3, Fiat Linea en Fiat Grande Punto-serie.

### Wedergeboorte van onafhankelijk Premier

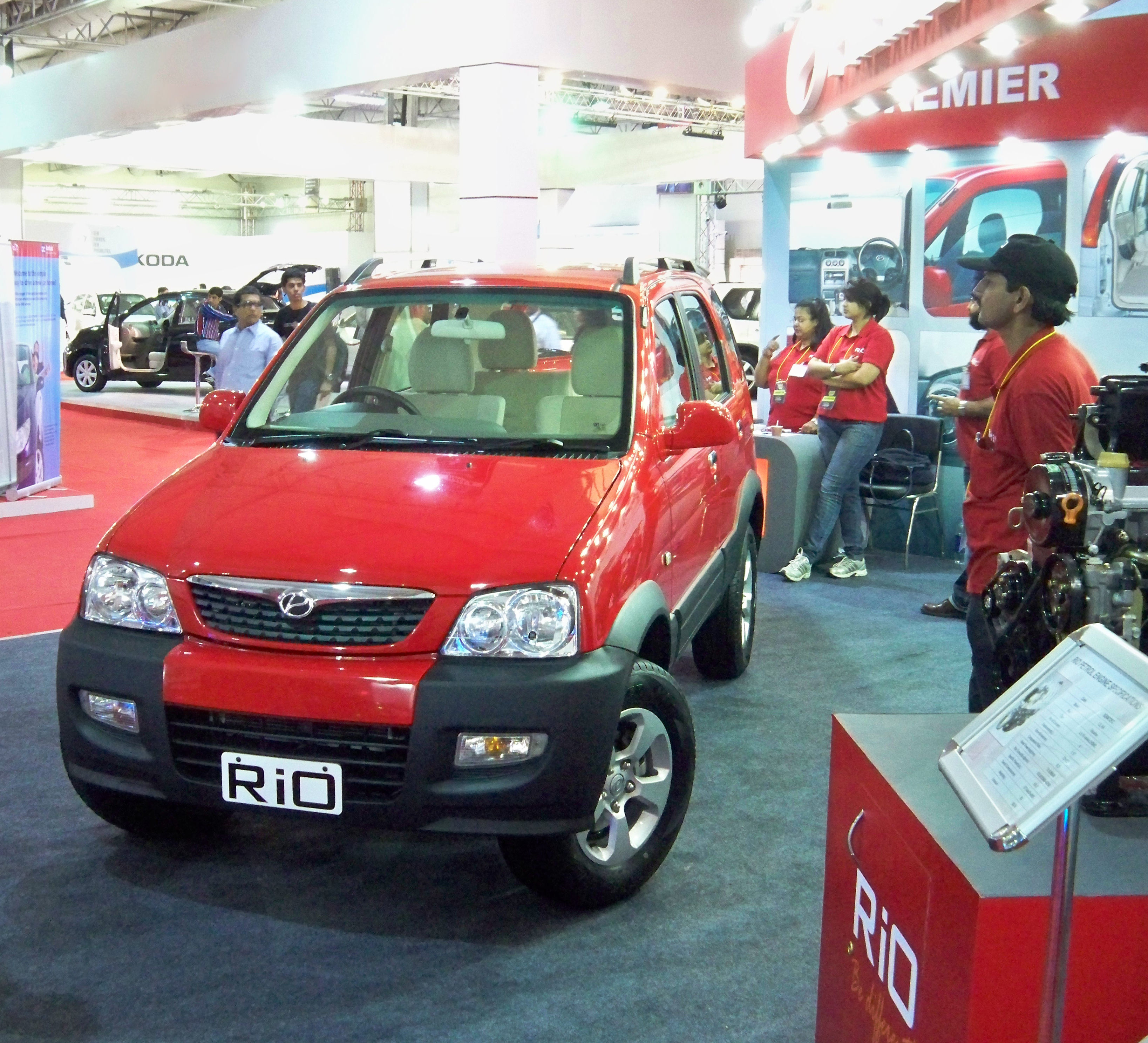
Premier Rio

In oktober 2009 verscheen de merknaam Premier, na onderhandelingen met Fiat over het gebruik van de merknaam en de oprichting van Premier Ltd., opnieuw op de Indiase markt voor personenwagens met een compacte SUV met de naam Premier Rio. De Rio is samengesteld uit CKD-kits van de Zotye Nomad I, gemaakt door Zotye Auto uit China, en is in december 2009 in de verkoop gegaan. Deze auto is een (slecht gebouwde) kopie van de Daihatsu Terios uit 1998.
- Library of Congress Control Number: n89184731
- Virtual International Authority File: 145539983